# Бильмоны
Бильмоны — деревня в Ивьевском районе Гродненской области Белоруссии.
Во 2-й половине XIX века деревня в Лугамавичской волости Ошмянского уезда Виленской губернии. В 1861 году 35 ревизских душ, относилась к поместья Юратишки Радкевича. В 1897 г. 71 житель, 49 десятин земли. В 1909 г. 10 дворов, 74 жителей. В 1921—1939 гг. деревня (13 дворов, 70 жителей) в Юратишковской гмине Воложинского повета Новогрудского воеводства Польши. 3 12.10.1940 г. деревня (21 двор, 95 жителей), в Бачэшницким сельсовете Юратишковского района. 3 конца июня 1941 г. до начале июля 1944 г. посёлок был оккупирован немецко-фашистскими захватчиками. 3 1950 г. в колхозе «Новый мир», позже в колхозе имени С. М. Кирова. 3 16.7.1954 г. в Лаздунском сельсовете. 3 20.1.1960 г. в Ивьевском районе. В 1970 г. 134 жителя. В 1999 г. 35 дворов, 75 жителей. Деревня находится в зоне радиационного контроля.